# فرد تالبوت
فرد تالبوت (بالإنجليزية: Fred Talbot)‏ هو لاعب كرة قاعدة أمريكي، ولد في 28 يونيو 1941، وتوفي في 11 يناير 2013 في فولز تشيرش في الولايات المتحدة.

## وصلات خارجية
- فرد تالبوت على موقع دوري كرة القاعدة الرئيسي (الإنجليزية)
- فرد تالبوت على موقعبيزبول رفرنس.كوم (الدوري الرئيسي) (الإنجليزية)
- فرد تالبوت على موقعبيزبول رفرنس.كوم (الدوري الثانوي) (الإنجليزية)